# VFTS 352
VFTS 352 – układ podwójny kontaktowy położony w gwiazdozbiorze Złotej Ryby w odległości około 164 tysięcy lat świetlnych od Ziemi. Układ ten znajduje się w Mgławicy Tarantula w Wielkim Obłoku Magellana.

## Charakterystyka
VFTS 352 jest najbardziej masywnym układem podwójnym kontaktowym znanym do tej pory. Odległość pomiędzy centrami gwiazd wynosi 12 milionów kilometrów. Gwiazdy okrążają się co 1,12 dnia. Łączna masa układu VFTS 352 wynosi około 57 mas Słońca, przy czym oba składniki mają podobną masę. Szacuje się, że około 30 procent materii jest współdzielone. Gwiazdy wchodzące w skład systemu są typu widmowego O, a ich temperatura przekracza 40 000 K.

## Odkrycie i przyszłość układu
Gwiazda podwójna VFTS 352 została odkryta za pomocą teleskopu VLT należącego do ESO, a jej opis został opublikowany 13 października 2015 roku.
Znamy dwa możliwe scenariusze, mówiące nam o przyszłości tego układu. Jeden z nich mówi, że składniki układu VFTS 352 połączą się w jedną, gwałtownie rotującą, olbrzymią, oraz przypuszczalnie magnetyczną gwiazdę. Jeśli tak się stanie, ta gwiazda może zakończyć swój żywot w postaci jednej z najbardziej energetycznych eksplozji we Wszechświecie, znanej jako długi rozbłysk gamma.
Drugi scenariusz zakłada, że gwiazdy te nie połączą się i zakończą swój żywot poprzez wybuch supernowej, tworząc bliski układ podwójny czarnych dziur, będący również potencjalnym źródłem silnych fal grawitacyjnych.
Dane fotometryczne zebrane w ramach polskiego projektu OGLE były niezbędne do precyzyjnego określenia parametrów tego układu. Dzięki wieloletnim obserwacjom polskich astronomów wykryto minimalne zmiany w okresie orbitalnym układu, które mogłyby w przyszłości doprowadzić do połączenia się obu tych gwiazd opisanym w pierwszym scenariuszu.